# Проба Мартіне — Кушелевського
Проба Мартіне — Кушелевського — функціональна проба для оцінки відновних процесів серцево-судинної системи при навантаженні. При проведенні функціональної проби використовується стандартне фізичне навантаження — 20 присідань за 30 сек.

## Процедура проведення проби
У досліджуваного перед початком проби визначають вихідний рівень АТ та ЧСС у положенні сидячи. Для цього накладають манжетку тонометра на ліве плече і через 1-1,5 хв. (час, необхідний для зникнення рефлексу, що може з’явитися при накладанні манжети) вимірюють АТ і ЧСС. Частоту пульсу підраховують за 10 сек. інтервали часу доти, поки не буде отримано три однакові цифри підряд (наприклад, 12-12-12). Потім, не знімаючи манжети, досліджуваному пропонують виконати 20 присідань за 30 сек. (руки повинні бути витягнуті вперед). Після навантаження досліджуваний сідає і на 1-й хвилині відновлюваного періоду протягом перших 10 сек. у нього підраховують частоту пульсу, а протягом наступних 40 сек. 1-ї хв. вимірюють АТ. В останні 10 сек. 1-ї хв. та на 2-й і 3-й хвилинах відновлюваного періоду за 10-ти сек. інтервали часу знову підраховують частоту пульсу доти, поки він не повернеться до вихідного рівня, причому однаковий результат повинен повторитися 3-и рази підряд. Взагалі рекомендується підраховувати частоту пульсу не менш 2,5–3 хвилин, оскільки існує можливість виникнення “негативної фази пульсу” (тобто зменшення його величини нижче від вихідного рівня), що може бути результатом надмірного підвищення тонусу парасимпатичної нервової системи або наслідком вегетативної дисфункції. Якщо пульс не повернувся до вихідного рівня протягом 3-х хвилин  (тобто за період, який вважається нормальним) відновлювальний період слід вважати незадовільним і підраховувати пульс надалі немає сенсу. Після 3 хв. останній раз вимірюють АТ.
Оцінка результатів вищенаведених проб здійснюється шляхом вивчення типів реакції серцево-судинної системи  на фізичне навантаження. Виділяють 5 основних типів реакції серцево-судинної системи: 
- нормотонічний
- гіпотонічний
- гіпертонічний
- дістонічний
- східчастий